# Danyang, Anhui
Danyang (kinesiska: 丹阳) är en köping i östra Kina. Den ligger i stadsdistriktet Bowang i staden Ma'anshan i provinsen Anhui,  omkring 140 kilometer öster om provinshuvudstaden Hefei. Antalet invånare är 51 482. Befolkningen består av 24 455 kvinnor och 27 027 män. Barn under 15 år utgör 13,0 %, vuxna 15-64 år 74 %, och äldre över 65 år 11,0 %.